# Desertores-Inseln
Die Desertores-Inseln (spanisch Islas Desertores) sind eine Inselgruppe im Meer von Chiloé, zwischen der Insel Chiloé und dem Festland Chiles. Sie sind die östlichsten Inseln des Chiloé-Archipels und werden verwaltungsmäßig als Teil der Gemeinde Chaitén in der Provinz Palena verwaltet. Es gibt mehrere kleinere Inseln im Archipel.

## Geographie

Karte der Desertores-Inseln

Die Desertores-Inseln bilden eine maritime Pufferzone zwischen dem Golf von Ancud und dem Golf von Corcovado. Sie sind die östlichsten Inseln des Chiloé-Archipels und werden verwaltungsmäßig als Teil der Gemeinde Chaitén in der Provinz Palena verwaltet, im Gegensatz zum Rest des Archipels, der die Provinz Chiloé bildet.
Die sechs Hauptinseln sind Auten, Chuit, Chulin, Imerquiña, Nayahue und Talcan. Talcan ist die größte und östlichste der Desertores-Inseln und liegt nahe dem Festland. Das Gelände besteht hauptsächlich aus Küstenflachland und bewaldeten Ebenen mit immergrünen Wäldern, wie sie typisch für die Regenwälder Südchiles sind. Die Inseln zeichnen sich durch kleine Hügel, Küstenklippen und Buchten aus, die sich für handwerkliche Fischerei und Seetangernte eignen. Verschiedene Vegetationszonen kommen vor, etwa Sandstrände, Graslandschaften und felsige Bereiche. Die Inseln haben ein gemäßigtes Klima mit warmen Sommern und reichlich Niederschlägen. Die Inseln beherbergen eine Vielzahl von Arten, und die Regierung Chiles hat erste Arbeiten zur Ausweisung von Meeresschutzgebieten in der Nähe des Desertores-Archipels angekündigt, um Fischbestände zu schützen und marine Lebensräume zu erhalten.

## Wirtschaft und Infrastruktur
Die Inseln sind dünn besiedelt; die primären Wirtschaftsaktivitäten umfassen Fischerei und Subsistenzlandwirtschaft. Historisch isoliert, spielten die Inseln lange Zeit nur eine marginale Rolle in staatlichen Planungen, bis neuere Initiativen begannen, staatliche Dienste auf Inseln wie Nayahué und Auten im Jahr 2022 bereitzustellen. Diese Einsätze zielen darauf ab, entlegene Gemeinden direkt vor Ort mit Gesundheits-, Justiz- und Verwaltungsdiensten zu erreichen. Es gibt keine permanenten Straßenverbindungen; alle Reisen erfolgen per Boot. Vom Staat subventionierter Seeverkehr verbindet die Inseln mit Chiloé und Chaitén. Einige Inseln wie Talcan verfügen über kleine Flugplätze, haben jedoch keinen regelmäßigen kommerziellen Flugverkehr.